# Alma Reville
Alma Reville (Nottingham, 14 de agosto de 1899 — Bel Air, 6 de julho de 1982) foi uma roteirista e editora cinematográfica inglesa.
Fez parcerias com diretores britânicos como Berthold Viertel e Elvey Maurice, porém, seus trabalhos mais consagrados foram com Alfred Hitchcock, de quem foi esposa desde dezembro de 1926 até 1980, ano em que o cineasta Alfred Hitchcock morreu..
Reville morreu de causas naturais aos 82 anos de idade, mesmo tendo sido diagnosticada com um câncer de mama, alguns anos antes de sua morte, do qual recuperou-se, por completo.